# Epígons (poema)
|  | No s'ha de confondre amb Epígons. |

Els Epígons (en grec antic Ἐπίγονοι, "Epigonoi", descendents) va ser una epopeia grega primerenca, una seqüela de la Tebaida, que formava part del Cicle tebà. Alguns autors antics semblen haver-la considerat una part de la Tebaida i no un poema separat.

## Argument
Segons Pausànias, el poema tenia 7.000 versos. Explicava la història de la batalla per la conquesta de Tebes per part dels Epígons, els fills dels herois que anteriorment havien lluitat per la ciutat a la Guerra dels set Cabdills.
Altres referències suggereixen que el mite de la mort de Procris i la història de Manto, la filla de Tirèsias formaven part dels Epígons.
L'epopeia s'havia atribuït a Homer, cosa que Heròdot posava en dubte. Segons els escolis sobre Aristòfanes, hi havia una atribució alternativa a un tal "Antímac", que segurament era Antímac de Teos (segle VIII aC). Una explicació alternativa sobre el nom d'Antímac seria el poeta èpic molt posterior, Antímac de Claros (segle IV aC), que havia estat acusat de robar els Epígons tradicionals, incorporant la seva trama a la seva obra literària Tebaida.